# Nocturns (Debussy)
Nocturns és un tríptic simfònic per a orquestra i cor del compositor francès Claude Debussy. Aquesta obra va ser composta entre els anys 1897 i 1899, i està inspirada en una sèrie d'obres impressionistes també anomenades Nocturns del pintor James McNeill Whistler per qui Debussy tenia gran admiració.
El 1892, Debussy compon els esbossos d'una obra titulada Tres escenes al crepuscle, que després abandona per un temps, per reprendre-ho de nou i convertir-la en Tres nocturns per a violí principal i orquestra dedicada al violinista Eugène Ysaÿe. No obstant això, posteriorment torna a modificar-lo amb la seva forma definitiva anomenant-se Tríptic simfònic per a orquestra i cor femení.

## Estructura de l'obra
El tríptic simfònic està integrat per tres moviments: Nuages, Fêtes i Sirènes. Els dos primers van ser estrenats per Camille Chevillard amb la Lamoureux Orchestra el 9 de desembre de 1900 a París. La suite completa es va sentir per primera vegada el 27 octubre 1901 amb els mateixos intèrprets.
Debussy va escriure una nota introductòria als nocturns, on indicava que "el títol Nocturns s'ha d'interpretar en un sentit decoratiu. No s'ha d'entendre que fa referència a l'habitual forma de nocturn, sinó més aviat a totes les diverses impressions i als efectes especials de llum que suggereix el terme. Nuages (núvols) reflecteix l'aspecte immutable del cel, amb la marxa lenta i melancòlica dels núvols, acabant en una agonia grisa, dolçament tenyida de blanc. Fêtes (festes) ofereix una atmosfera vibrant, amb sobtats fogonades de llum. Té lloc també un episodi en què una processó, una visió fantàstica, es barreja amb aquesta escena festiva. Però el rerefons es manté persistentment: el festival, amb la seva barreja de música i pols lluminós, participant del ritme còsmic. Sirènes (sirenes) representa el mar i la seva inextingible moviment; sobre les ones, en què espurneja la llum de la lluna, s'escolta el misteriós cant de les sirenes, rient al seu pas ".
Aquesta obra va ser transcrita per a dos pianos de Maurice Ravel. Sent un excel·lent pianista la seva única composició per a dos pianos és aquesta.

### Nuages
En el primer moviment, l'autor intenta transmetre el reflex dels núvols avançant pel riu Sena des d'un dels seus ponts. Aquest moviment es divideix en tres parts:
La primera d'elles, el tema principal el porten els clarinets i fagots. Inclou algunes cinquenes i terceres paral·leles, entre les quals oscil·la suau, repetitiu i regular, donant així el caràcter d'aire.
Després de quatre passos, el primer tema és interromput per un trio increïble que exerceix el corn anglès, el que resulta en un acord dissonant acompanyat per flautes i trompes. Per la seva harmonia i instrumentació, aquest model, que té un paper molt important al llarg de l'obra, és una reminiscència de Wagner (el començament del Preludi a Tristany i Isolda, on Debussy mostra la seva admiració pel compositor alemany).

### Fêtes
Fêtes, el segon dels Nocturnes, és clar i senzill en forma i contingut. El cel és clar i tot és animació festiva, color i excitació. S'explica que Debussy va dir al seu amic Poujaud que Fêtes l'hi havia inspirat un record d'antigues celebracions al Bois de Boulogne, a la qual assistien animades multituds, amb una desfilada de l'antiga banda de cornetes i timbals de la Guàrdia Nacional tocant la retreta quan s'acostava des de lluny i passava fins a perdre de vista. També és probable que Debussy tingués al cap les desfilades militars de París en l'època de l'aliança franco-russa. Però aquest tipus d'impressions es transformen quan passen per la sensibilitat extrema del compositor. La seva pròpia descripció és imaginativa i simbòlica: "Fêtes ens dona el vibrant ritme dansaire de l'ambient amb sobtats esclats de llum. També hi ha l'episodi de la desfilada (una visió enlluernadora, fantàstica) que recorre l'escena festiva i es fon amb ella. Però el fons és sempre el mateix; la festa amb la seva barreja de música i pols lluminós que participa del ritme còsmic ". El ritme "còsmic" el donen les cordes al començament i és un important element unificador de la peça.

### Sirenes
El tercer d'aquest tríptic: Sirenes, representa el mar i el seu moviment, sobre les onades, en què espurneja la llum de la lluna, s'escolta el misteriós cant de les sirenes.
El cor femení de 8 sopranos i 8 mezzo sopranos canten un text sense paraules (idea del cant de les sirenes) això identifica la peça com a instrumental.
Els instruments de l'orquestra dibuixen un paisatge de la mar i el cor femení segueix aquesta idea emulant les veus de les sirenes, en un continu crescendo basat sobre una estructura pentatònica. Segueix un decrescendo que ens portarà cap al final de l'obra fins a un pianissimo que dona la idea del almanecer d'un nou dia.

## Anàlisi
Els tres moviments dels Nocturns tenen vincles coherents entre si. També obeeixen a les lleis de l'alternança clàssica, ja que aquesta obra es compon de dos moviments lents que emmarquen un moviment més ràpid.
El segon nocturn, Fêtes, és un scherzo que té una forma ternària reexpositiva amb introducció i coda al llarg del qual es presenten els 5 temes. En la introducció apareix el tema a, a la part A apareixen els temes b, c i d i en la part B apareix l'últim tema, l'e caracteritzat per una fanfàrria tocada per les trompetes en Fa. L'estructura és la següent:
| Parts               | Introducció | A         | B                | A'         | CODA       |
| ------------------- | ----------- | --------- | ---------------- | ---------- | ---------- |
| Referència temporal | compàs 1-25 | c. 26-114 | c.115-206        | c. 207-250 | c. 251-278 |
| Tonalitat           | Fa menor    | La Major  | Do # menor/ La b | La Major   | La Major   |

## Història de la composició
Entre 1897 i 1899 Debussy va compondre o arreglar els Nocturnes com els coneixem ara, amb instrumentació per a orquestra però sense instrument solista. El compositor i director Camille Chevillard va dirigir l'estrena a París en un dels concerts Lamoureux en 1900: van ser només dos moviments- Nuages i Fêtes. L'obra completa no es va escoltar fins a l'any següent.
Sabem que les Trois Scènes au Crépuscule estaven aparentment inspirades en una sèrie de poemes (amb el mateix títol) d'Henri de Régnier i les imatges d'un d'aquests poemes, associades amb instruments musicals, trompetes i flautes, podrien ser la inspiració per Fêtes.
Nuages i Fêtes es van estrenar el 9 de desembre del 1900 i l'obra sencera el 27 d'octubre de 1901 als anomenats "Concerts Lamoureux", a París.
A Espanya, per ordre ministerial de 24 de juliol de 1937 el govern republicà crea l'Orquesta Nacional de Conciertos que per motius obvis va donar el seu primer concert el 8 d'abril de 1938en el Gran Teatre del Liceu de Barcelona. El programa la Simfonia n. 5 de Beethoven, dos Nocturns de Debussy –Núvols i Festes- Preludi a la Migdiada d'un Faune i la Patètica de Txaikovski.

## Instrumentació
L'obra està composta per a 3 flautes, 2 oboès, corn anglès, 2 clarinets en Bb, clarinet en A, 3 fagots, 4 trompes en F, 3 trompetes en F, 3 trombons, tuba, 2 arpes, timbal, platerets, tambor, cor femení (sirenes) i cordes.
L'orquestra utilitzada en aquests tres Nocturnes és bàsicament d'onze instruments de fusta, quatre trompes, dues arpes i les cordes. Els timbals tenen un o dos efectes suves importants en Nuages, i en Sirènes s'afegeix un cor femení com un color destacat. Per Fêtes s'inclouen tres trompetes, tres trombons, platerets i caixa, a més de timbals. La sordina en els metalls s'utilitza en Fêtes de formes noves i sorprenents; i de nou les cordes en divisi són un tret habitual de la instrumentació. Sobre una base d'exuberància, la partitura està calculada de forma precisa i minuciosa, amb efectes completament clars en tot moment i utilitza el desenvolupament temàtic d'una manera més tradicional que en Nuages o Sirènes. A mig camí més o menys hi ha una interrupció sobtada de la celebració; un ritme palpitant persisteix en el fons i es presenta una nova idea musical: des de la distància s'acosta progressivament la "visió enlluernadora i fantàstica" de la desfilada i es barreja i unifica de manera convincent amb la música de carnaval. La secció final de Fêtes és una reexposició de la música inicial, amb formes modificades, de nou creixent i apagant-se - al final es desintegra, però mantenint la precisió i determinació musical i rítmica.

## Nocturnsde James McNeill Whistler
La relació de Debussy amb la pintura de Whistler és molt emblemàtica de la seva relació amb les arts visuals. Exposicions i galeries de familiars, que tenien moltes oportunitats per gaudir dels Nocturns de Whistler sovint opta per representar el riu Tàmesi. Si bé se sap que Debussy havia visitat l'Exposició de Pintura Internacional, celebrada per Georges Petit el 1883 - ell tenia vint anys i hi ha una bona probabilitat que va poder Nocturnes admirar algunes de les més famoses, després del seu retorn de Roma (1887), com blau i or - el vell pont de Battersea (1872-1872-1877, Tate Gallery) o Nocturn de Negre i or: el coet que cau (1875, Detroit Institute of Art).
S'evoca el simbolisme a París pels Nocturns de Whistler: "El costat de la fluïdesa, els somnis, ombres indeterminades que tenien la pintura de Whistler era gairebé equivalent a la poesia en els versos de Mallarmé i Verlaine. […] Debussy, particularment admirava l'art de Whistler. Com era el seu poeta Mallarmé, Whistler va ser el pintor.